# Körtestraße
Die Körtestraße im Berliner Ortsteil Kreuzberg ist seit 1933 benannt nach Werner Körte (1853–1937), einem Chirurgen, der in mehreren Kreuzberger Krankenhäusern gearbeitet hat.

## Straßengeschichte
Die heutige Körtestraße liegt im ehemaligen Offiziersviertel der Tempelhofer Vorstadt (bis 1920: Tempelhofer Revier) und wurde als Straße Nr. 11 der Abteilung II des Bebauungsplans der Stadt Berlin angelegt und im Jahr 1893 ausgebaut. Vom 12. Mai 1893 bis zum 21. Oktober 1933 hieß sie Camphausenstraße, benannt nach dem Politiker und Industriellen Ludolf Camphausen (1803–1890). Die Umwidmung zum heutigen Namen erfolgte 1933.

## Verlauf
Sie verläuft vom Südstern bis zur Urbanstraße. Auf der gesamten Strecke besteht eine Geschwindigkeitsbegrenzung von 30 km/h. Seit dem 14. Juli 2020 ist die Körtestraße eine Fahrradstraße.
Viele Cafés, Restaurants und Kneipen prägen das Flair der Straße; weiterhin finden sich dort kleine Läden sowie der Zugang zu einem Kino in den Höfen am Südstern. Es stehen mehrere Häuser unter Denkmalschutz (Nr. 1–3, 5, 2, 15–17 [Höfe am Südstern] und 18), die im Jugendstil aus dem späten 19. Jahrhundert erbaut wurden. So stammt das Mietshaus Nr. 18, errichtet nach Plänen des Architekten Nauenberg, beispielsweise aus dem Jahr 1897/1898.

## Verkehrsanbindung

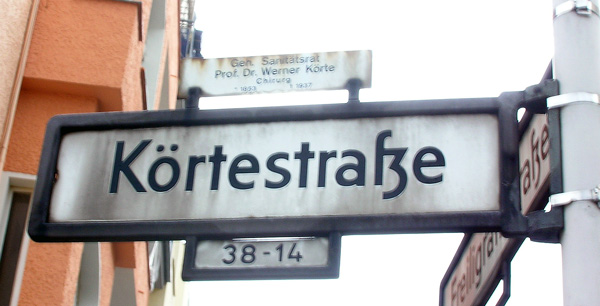
Körtestraße Ecke Freiligrathstraße

Die Körtestraße ist an ihrem südlichen Ende mit dem U-Bahnhof Südstern seit 1924 an das Berliner U-Bahn-Netz angebunden. Am anderen Ende der Straße liegt die Haltestelle Körtestraße, die heute von der Buslinie M41 bedient wird.

## Sportplatz Körtestraße
Seit 1964 befindet sich an der Körtestraße einer der wenigen Sportplätze des Bezirks Friedrichshain-Kreuzberg. Der Sportplatz wurde auf einem Gelände errichtet, auf dem vorher Gasspeicher standen. Der Sportplatz grenzt direkt an den Gasometer Fichtestraße an, ein ehemaliger Gasspeicher, der zum Luftschutzbunker umgebaut wurde, heute aber nicht mehr als solcher genutzt wird, sondern teilweise aufwändig zu Eigentumswohnungen umgebaut wurde. Der Hauptplatz ist ebenso wie das Kleinstspielfeld mit Kunstrasen belegt, der 1999 erneuert wurde. Genutzt wird die Anlage vor allem durch die umliegenden Schulen sowie durch den Sportverein SC Berliner Amateure 1920 e. V.

## Bouleplatz
Auf der Verkehrsinsel am nördlichen Ende der Körtestraße gibt es seit 1986 einen Bouleplatz. Wegen seiner geringen Größe wird eine Verlegung diskutiert.

## Sonstiges
- In der Hausnummer 1 lebte in den 1980er Jahren der Psychologe und Wegbereiter der Zweiten Deutschen Schwulenbewegung Thomas Brüggemann.[2]
- In Hausnummer 2 lebte von 1937 bis 1953 der Fotograf Willy Römer (1887–1979).
- In Hausnummer 10 wurde 1996 das erste deutsche Hanfbier turn gebraut.
- In Hausnummer 28 hatte ab 1956 der Bildhauer Otto Drengwitz (1906–1997), der unter anderen am Sowjetischen Ehrenmal im Treptower Park mitgearbeitet hat, sein Atelier.